# Keskimmäinen Akanjärvi
Keskimmäinen Akanjärvi är en sjö i Finland. Den ligger i kommunen Savukoski i landskapet Lappland, i den norra delen av landet, 800 km norr om huvudstaden Helsingfors. Keskimmäinen Akanjärvi ligger 176,5 meter över havet. Arean är 8,2 hektar och strandlinjen är 1,55 kilometer lång. Sjön  ingår i Kemi älvs huvudavrinningsområde.   Den ligger vid sjön Iso Akanjärvi.